# Theria illataria
Theria illataria là một loài bướm đêm trong họ Geometridae.